# Oszkár Molnár
Oszkár Molnár (* 1. červen 1956, Sajószentpéter) je maďarský politik a starosta města Edelény v župě Borsod-Abaúj-Zemplén. V parlamentních volbách 2010 byl v jednomandátových obvodech zvolen jako jediný nezávislý kandidát.

## Politická kariéra
Oszkár Molnár začínal svou politickou kariéru v roce 1988 ve Svazu svobodných demokratů. V roce 1993 přešel do Fideszu, za který byl po tři volební období poslancem parlamentu. Do voleb v roce 2010 jej Fidesz nenominoval, pravděpodobně v důsledku toho, že Molnár na jednom videozáznamu hovořil o tom, že některé Romky v Maďarsku záměrně poškozují své nenarozené děti tím, že berou léky a bouchají si do břicha gumovým kladivem. Na postižené děti pak mají vyšší přídavky. Na druhém videozáznamu hovořil o židovském velkokapitálu. Navzdory tlaku médií se za své výroky, které považuje za pravdivé, odmítl omluvit.
V rámci Fideszu se Molnár řadil k národně-konzervativnímu křídlu a hlasoval proti vstupu Maďarska do Evropské unie. Sám tvrdí, že se názorově řadí mezi Fidesz a Jobbik. Na Fideszu mu vadí přílišný liberalismus některých jeho představitelů. S Jobbikem sdílí názory na Evropskou unii a Romy, ale nesouhlasí s jeho snahami o revizi hranic
Molnár volební boj nevzdal a ve svém domovském jednomandátovém většinovém obvodu kandidoval jako nezávislý. Fidesz proti němu postavil libanonského imigranta Pierra Dahera. V prvním kole voleb skončil Molnár na druhém místě se ziskem 24,14% za Daherem, který obdržel 36,54%. Před druhým kolem však Jobbik stáhl ve prospěch Molnára svého kandidáta a Molnár tak v druhém kole těsně zvítězil. Jeho vítězství bylo v Maďarsku výjimkou. Z celkových 176 mandátů, které lze v jednomandátových obvodech získat, jich v těchto volbách získal Fidesz celkem 173 a MSZP jen 2.